# トラム (イル＝ド＝フランス)

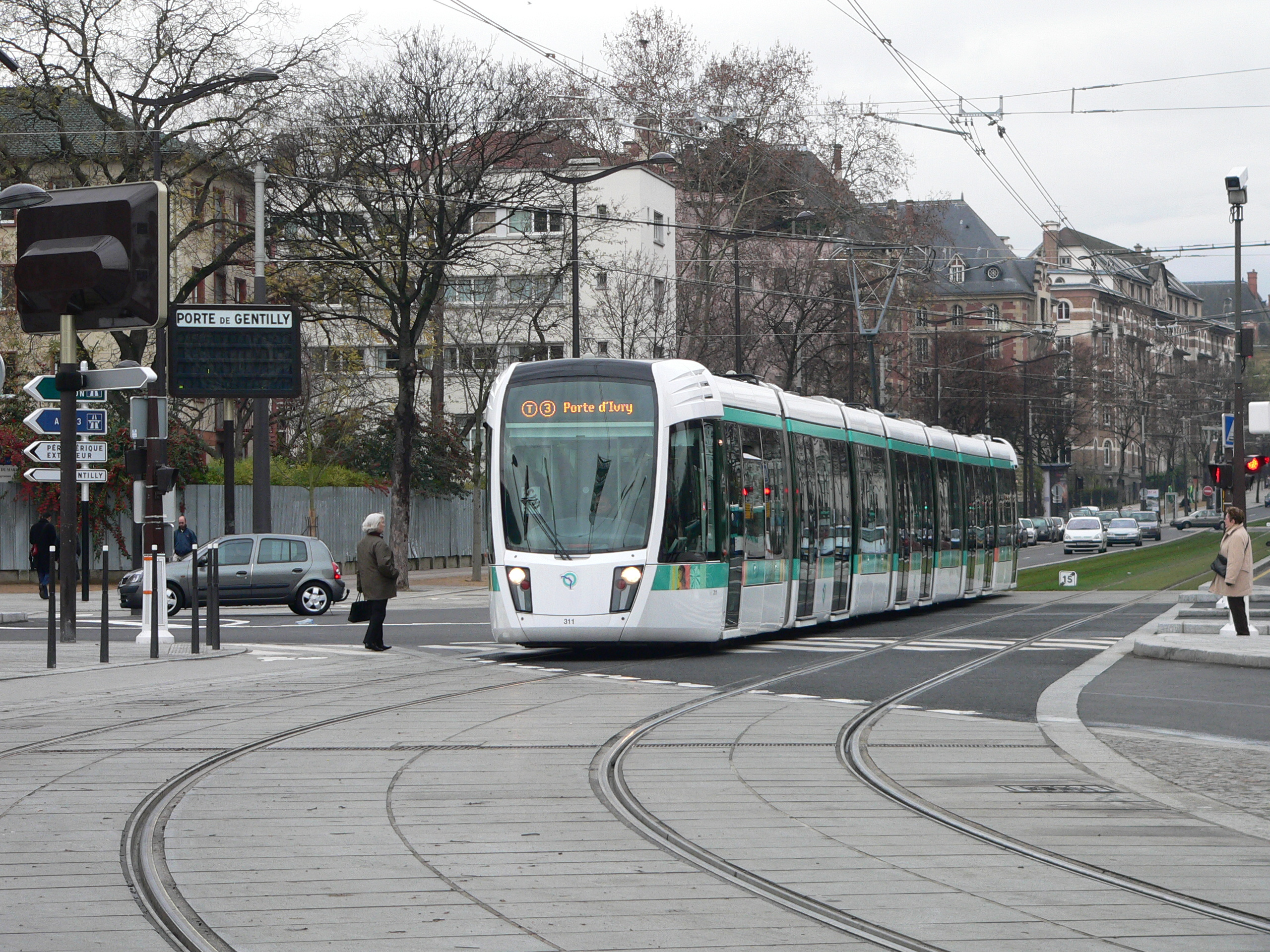
パリ市内を運行するトラム3号線

イル＝ド＝フランス・トラムまたはパリ・トラム（フランス語: Tramway d'Île-de-France）は、フランスの首都パリを含むイル＝ド＝フランス地域圏で運行されている路面電車。現在15路線で構成されている。元々は1855年に開業したが、その後1938年に廃止。しかし、1992年に再開業し今に至る。
1号線、2号線、3a線、3b線、5号線、6号線、7号線、8号線はパリ交通公団（RATP）による運営。10号線は、RATPキャップ・イル＝ド＝フランスによる運営。9号線、12号線、13号線は、ケオリス（正確には子会社のKeolis Ouest Val-de-MarneおよびTranskeo）による運営。11号線と14号線はSNCFヴォワイヤジュールと ケオリスの合弁会社によって運営されている。

## 歴史
パリにメトロが整備される以前は、多くのトラムがパリ市内を走っていた。これらは1855年から1938年までパリ市内に、そして1957年まで近郊のヴェルサイユ市内に存在した。これらの旧トラムは多くの会社によって設立され、その技術も馬から蒸気機関、圧縮空気機関、そして電力へと進化していった。
1891年から1924年までベルヴィル地区を走っていたフニクレール（ケーブルカー）は、ケーブルが地中に埋め込まれていて路面電車そっくりに見えたため、しばしばトラムウェイと誤認されていた。このケーブルカーは、メトロ2号線のベルヴィル駅と、丘の頂上にあるサンジャン・バティスト・ド・ベルヴィル教会の間を走っていた。
これらの旧トラムは他の交通機関が発達するにつれ、次第に駆逐されていき、最後に残っていた路線も1938年8月14日に廃止となった

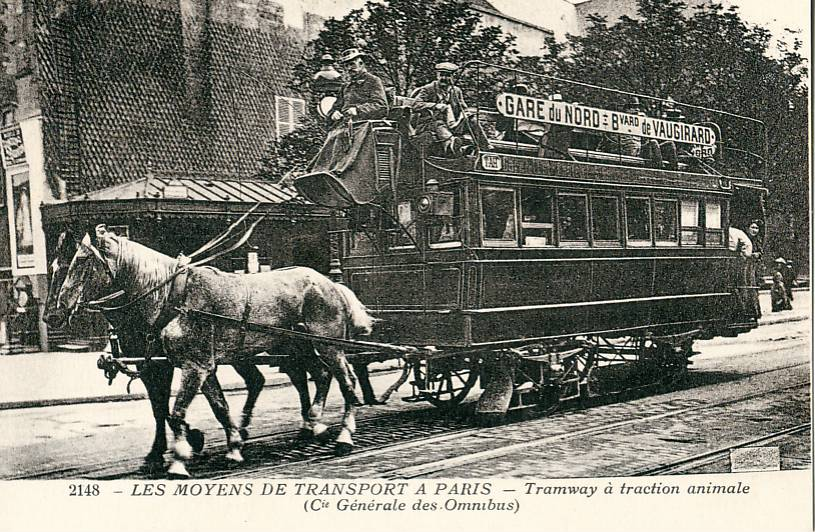
CGO社の馬力トラム、19世紀
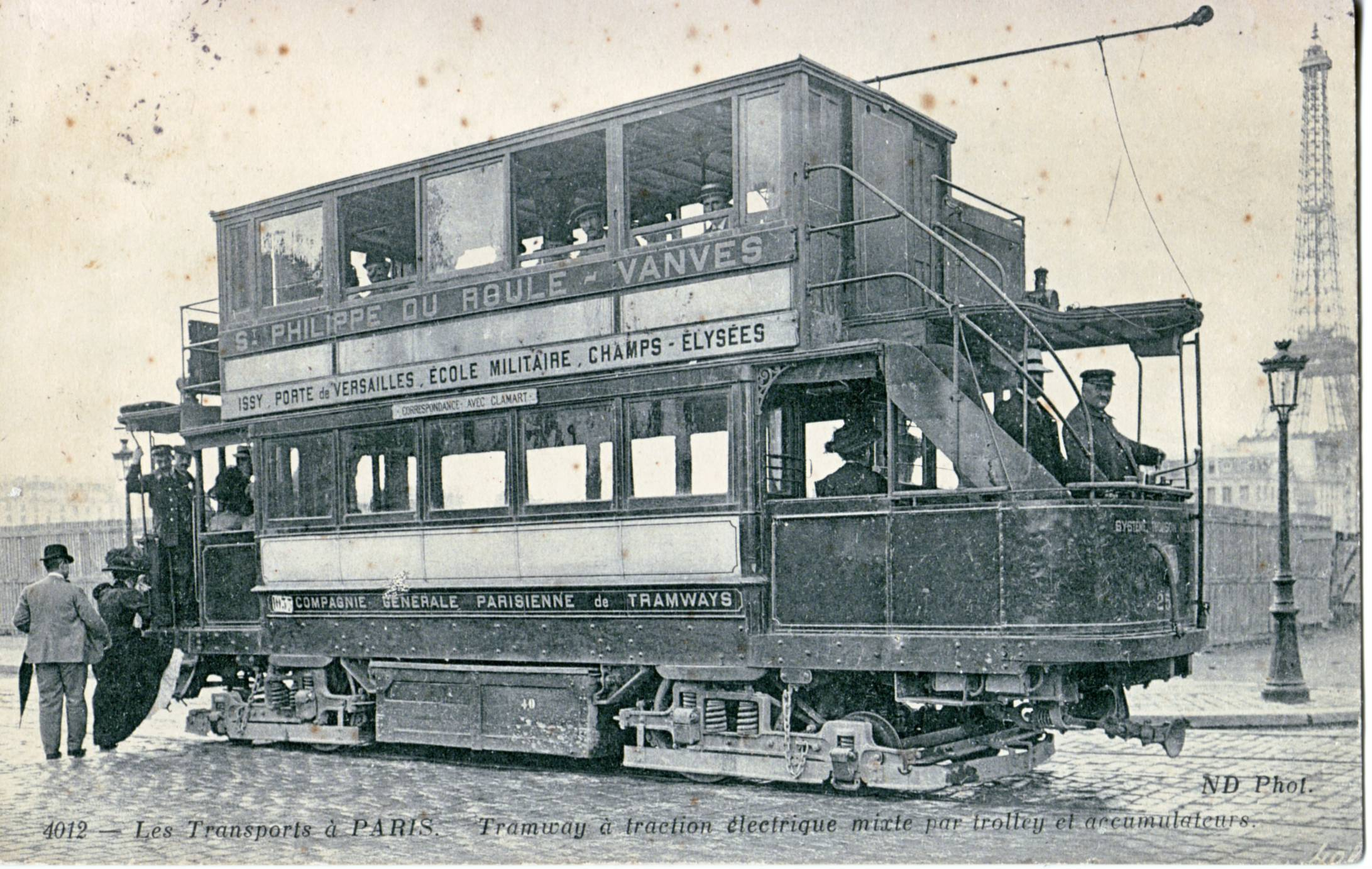
CGPT社の電力トラム、19世紀
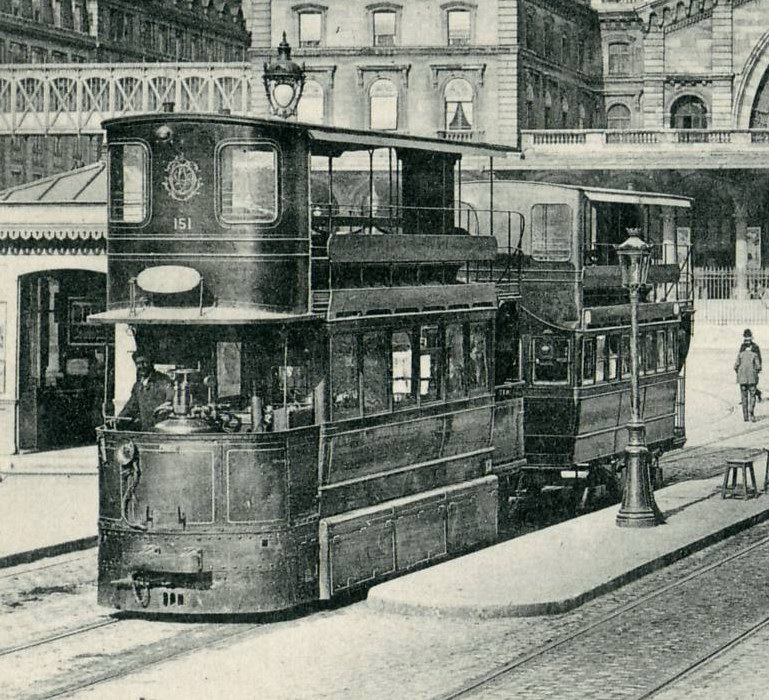
パリ東駅前のCGO社の気動車トラム、1900年頃
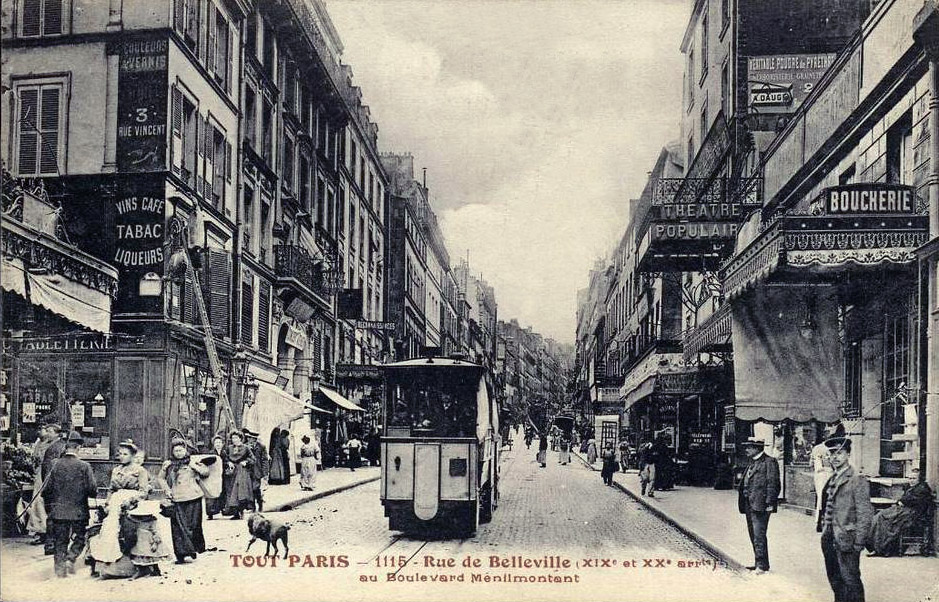
ヴェルビルのトラムケーブル、1900年頃

## 現行路線
| 路線 | 路線   | 開業年 | キロ程 | 駅数 | 運営者                           |
| ---- | ------ | ------ | ------ | ---- | -------------------------------- |
|      | 1号線  | 1992年 | 17.9km | 37   | RATP                             |
|      | 2号線  | 1997年 | 17.9km | 24   | RATP                             |
|      | 3a線   | 2006年 | 12.4km | 25   | RATP                             |
|      | 3b線   | 2012年 | 27.5km | 33   | RATP                             |
|      | 4号線  | 2006年 | 13.3   | 20   | ケオリス                         |
|      | 5号線  | 2013年 | 6.6km  | 16   | RATP                             |
|      | 6号線  | 2014年 | 14km   | 21   | RATP                             |
|      | 7号線  | 2013年 | 11.2km | 18   | RATP                             |
|      | 8号線  | 2014年 | 8.5km  | 17   | RATP                             |
|      | 9号線  | 2021年 | 10.3km | 19   | ケオリス                         |
|      | 10号線 | 2023年 | 6.8km  | 13   | RATPキャップ・イル＝ド＝フランス |
|      | 11号線 | 2017年 | 11km   | 7    | ケオリス                         |
|      | 12号線 | 2022年 | 20.4km | 16   | トランスケオ                     |
|      | 13号線 | 2022年 | 18.8km | 12   | トランスケオ                     |
|      | 14号線 | 2025年 | 9.9km  | 5    | ケオリス                         |

### T1

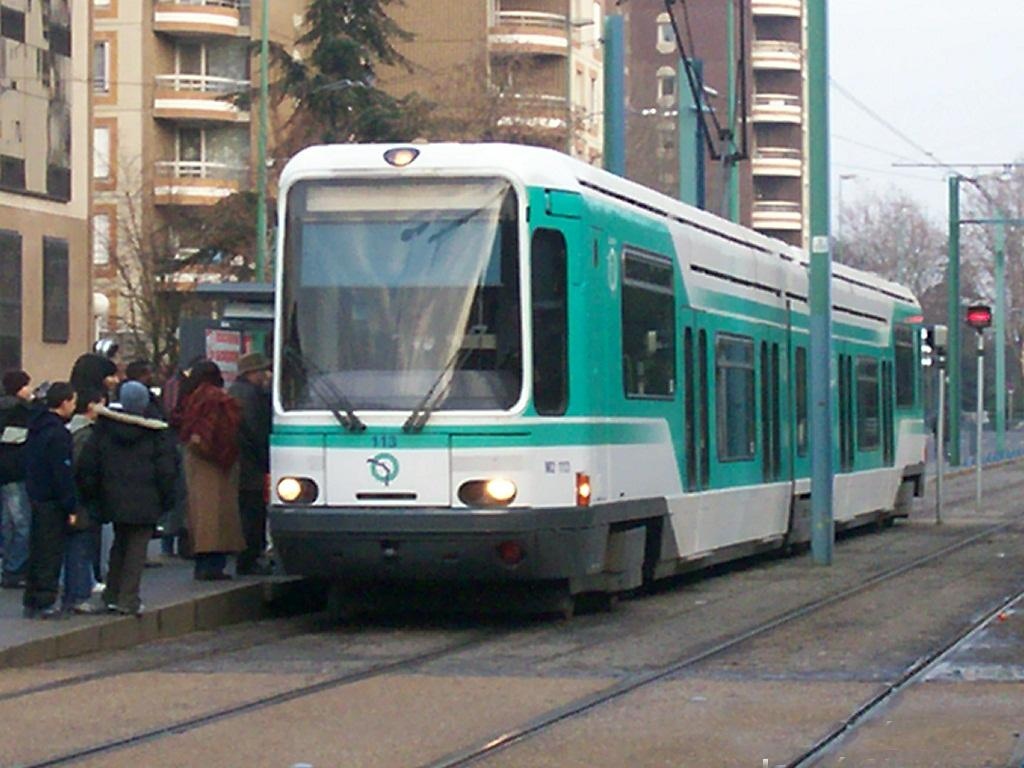
トラム1号線の車両（TFS-2型）

1号線（T1）はサン＝ドニ (Saint-Denis) とノワジー＝ル＝セック間を運行する。はじめ東側の始点はボビニー（メトロ5号線の北部の終点）だったが、2003年12月よりノワジー＝ル＝セックまで延長された。
将来、西側はアニエール＝シュル＝セーヌとジュヌヴィリエとの間にあるアニエール＝ジュヌヴィリエ＝レ・クルティーユ駅 (Station métro de Asnières-Gennevilliers-Les Courtilles)（2010年当時予定）、さらにナンテール (Nanterre) へ、東側はモントルイユ (Montreuil) そしてフォントネー＝スー＝ボワのヴァル・ド・フォントネー駅 (Gare du Val de Fontenay) への延伸計画がある。

### T2

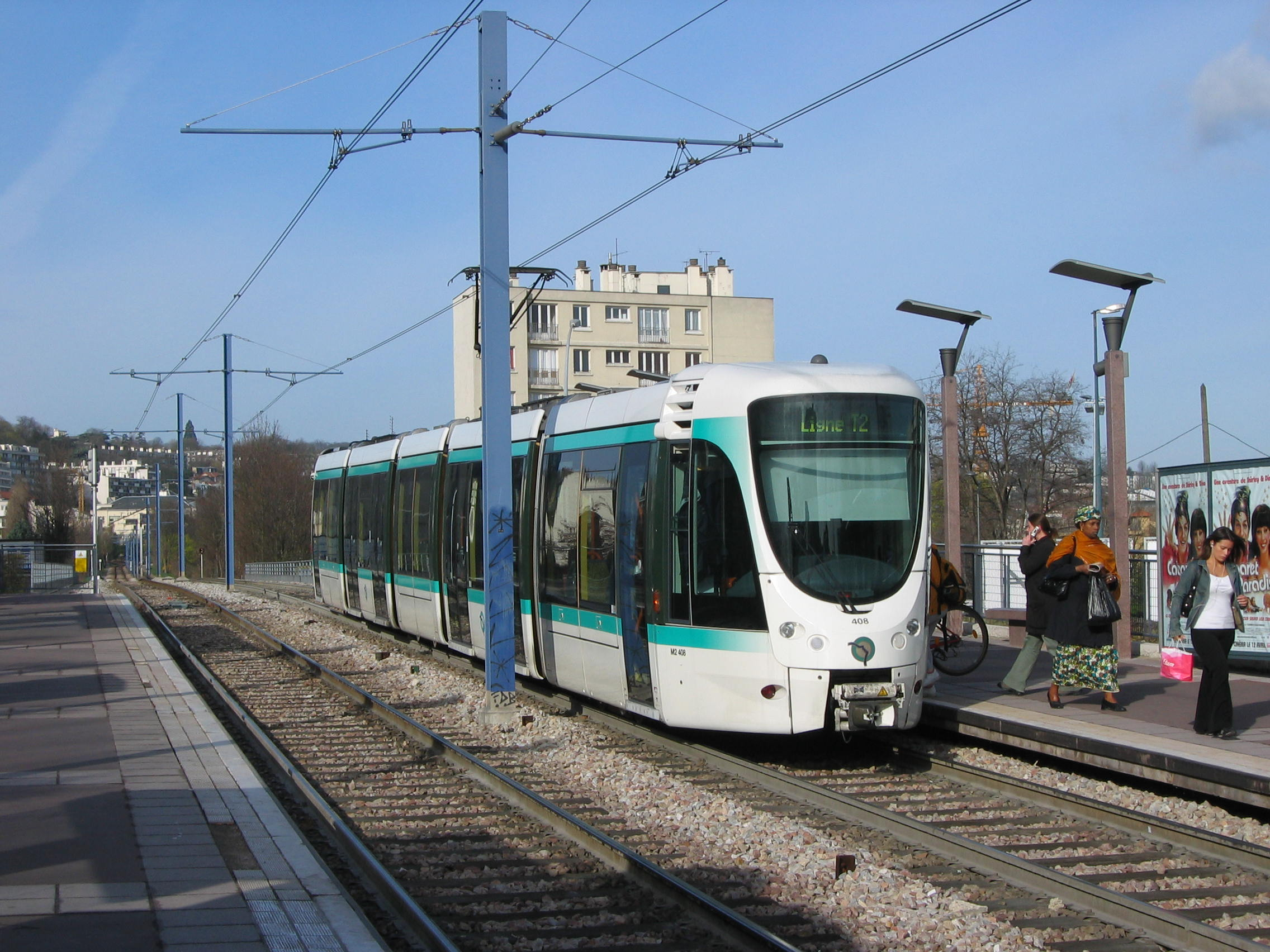
トラム2号線の車両、イシー＝レ＝ムリノー駅にて

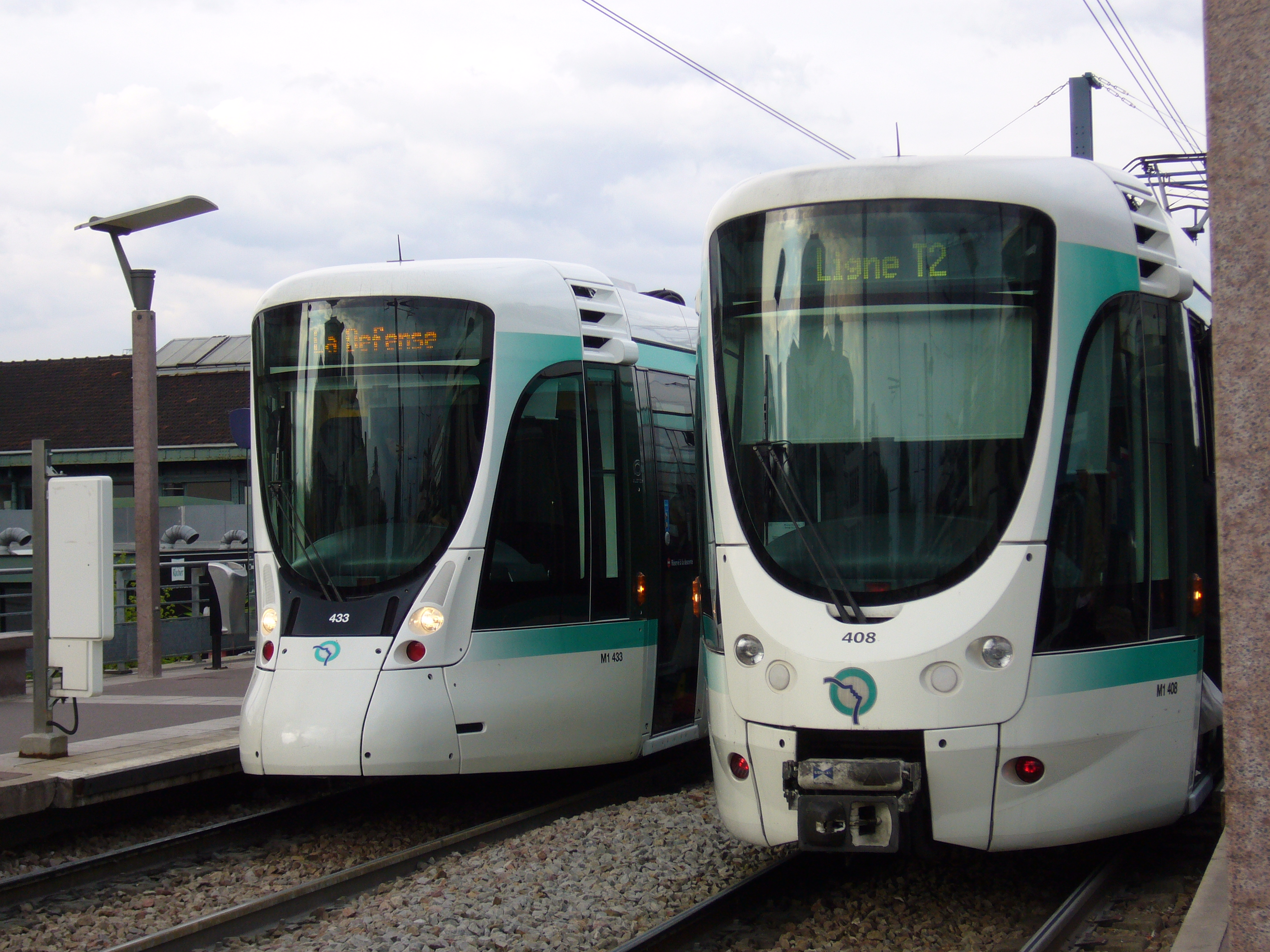
トラム2号線の車両（アルストム社製シタディス）。連結器を覆う改修が進んでいる。

2号線（T2）別名『トラン・ヴァル・ド・セーヌTrans-Val-de-Seine』は、ラ・デファンスLa Defenseからイシー・レ・ムリノー(現在は、イッシー・バル・ド・セーヌ Issy-Val de Seineに改称)に至るパリ西部郊外の地区を結ぶ路線である。1997年に、フランス国鉄が営業不振で国策により営業停止した路線を再開した。2009年11月21日、Issy-Val de Seine－Porte de Versailles間が延伸され、メトロ12号線やトラム3号線（T3）との乗り換えが可能となった。
2009年11月20日までは、この路線はトラムと銘打ってはいたものの、全路線が通常の線路を走っていた。（現在は、Porte de Versailles付近で併用軌道区間を走っている。）
2008年現在で80000人の日平均利用客がある。列車編成は2005年に拡張されて倍の4両編成になり、各編成が440人の客席を持つ。
2012年に北西側はブゾンBezonsまで延伸され8駅が新設される予定である。これにより、RERのラ・ガレンヌ＝コロンブ駅Gare de La Garenne-Colombesとの乗り換えが可能となる。
本来の延伸計画では旧パリ環状路線の廃線であるプティト・サンチュール（T3が走るマレショーとほぼ並走した区間が未使用で残されている）を使い、現在のT3に相当する区画へT2がそのまま乗り入れる案があったが、線路を使うこちらの案に比べて併用軌道案は機動的に劣るにもかかわらず、結局併用軌道案が採用され、トラムはT2のポルト・ド・ヴェルサイユまでとT3のマレショーに分かれることとなった。

### T3

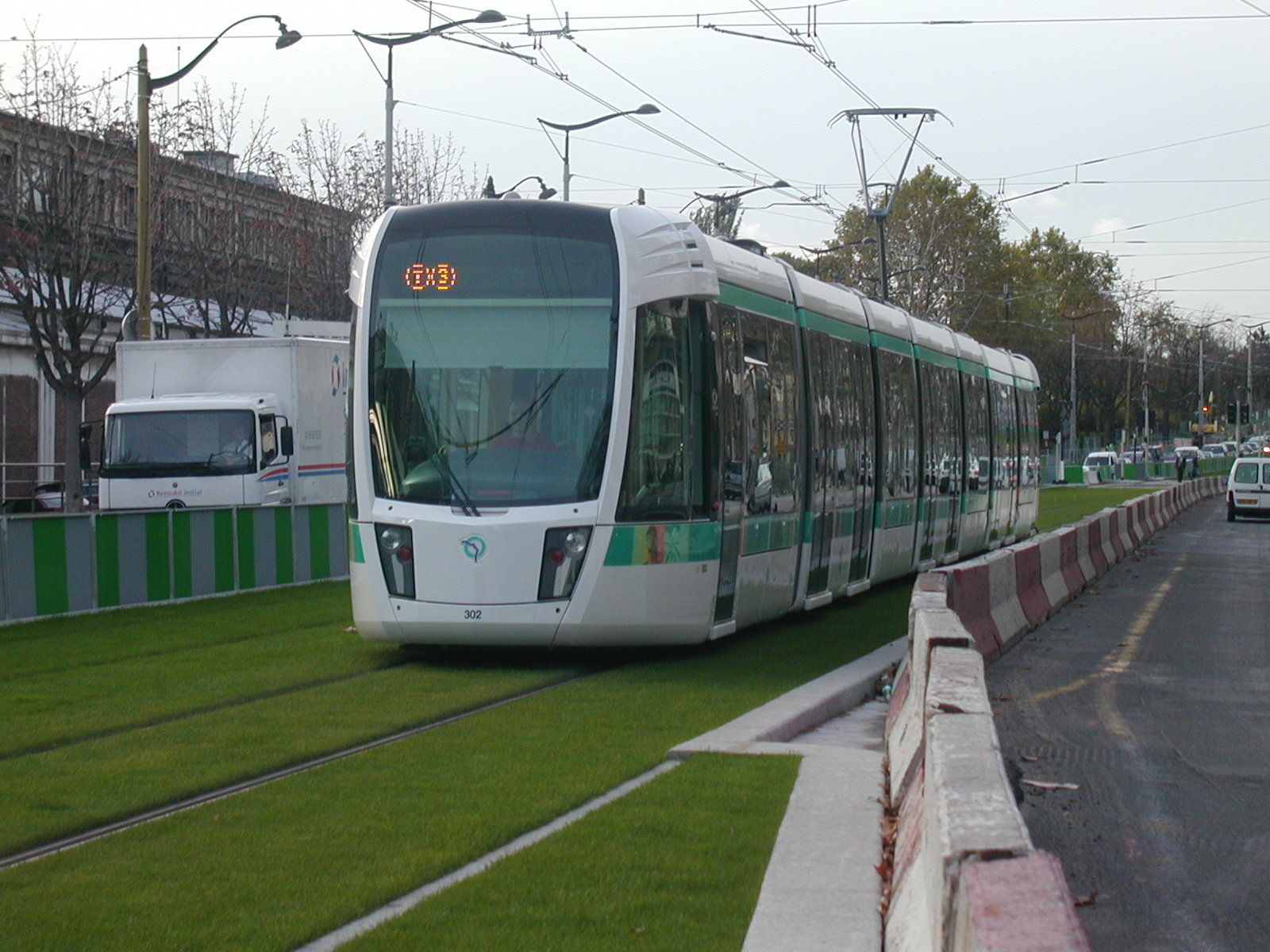
トラム3号線の車両

3号線（T3）は『トラムウェイ・デ・マレショーTramway des Maréchaux（TMS）』と呼ばれる。これはブルヴァール・デ・マレショーというパリ市最南端の一般環状道路の上に敷設された軌道を走るからである。南東部にあたる13区中華街のポルト・ディヴリーPorte d'Ivryから南西部にあたる15区のガリリアーノ橋Pont du Gariglianoまでの区間を結ぶ。2006年12月16日より運用開始された。
開業当初の試算では一日に約10万人の利用客がある見込みとされた。これはメトロの一つの路線の利用客を分担することになる。メトロの各14路線はおよそ一日に26万人の利用客を運んでおり、T3よりも2キロ短いメトロ11号線すら123,500人の一日利用客があり、このように考えるとさらに23.5％の利用客がT3の利用客10万人の上に追加されるであろう。
2011年にはポルト・ド・シャラントンPorte de Charenton、そして場合によってはポルト・ド・ラ・シャペルPorte de la Chapelleまでの延伸が予定されている。
2000年にフランス国鉄から発表された延伸計画では、このポルト・ド・ラ・シャペルへの延伸にはプティト・サンチュール北東部の使用が想定されている。
同南部はT3がマレショー上に敷設されたために再利用の見込みは消えたが、これにはプティト・サンチュール南部の多くが住宅のすぐ脇に位置すること、そして既存のバス系統PC1,PC2の停留所が多くの利用客に定着浸透していたことがマレショー案採択の原因と考えられる。
しかしながら北東部の線路は住宅地に隣接する区画が少ないこと、プティト・サンチュールとマレショーの位置関係がある程度離れている事から、独自の路線として採択する可能性も依然有り得る。

### T4

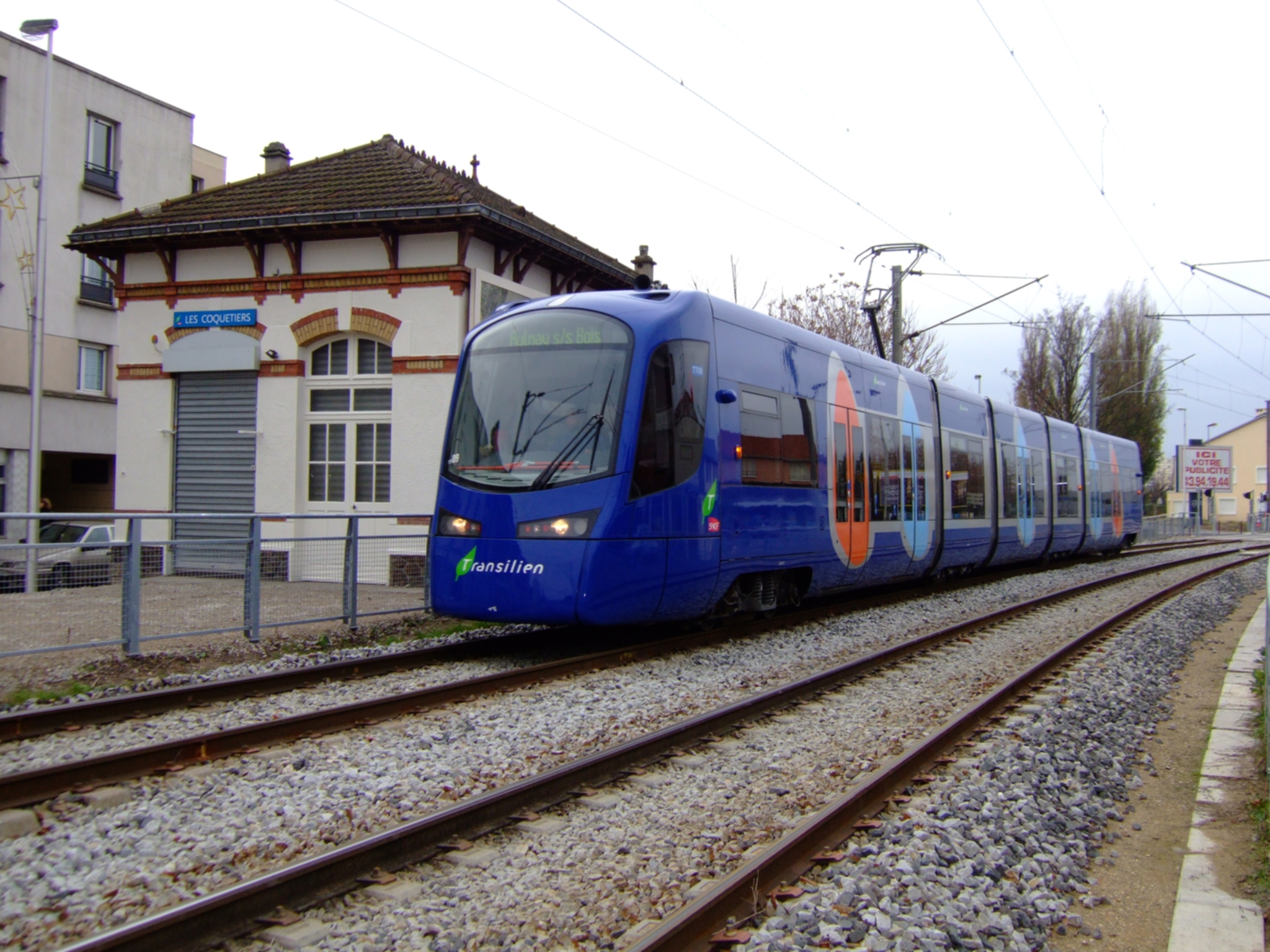
トラム4号線車両（シーメンス社製アヴァント）、旧コクティエ駅舎前にて。現在のコクティエ駅ホームは数十メートル先にある。

4号線（T4）はフランス国鉄(Transillien)が運営する。路線はライトレール・トラムトレインの形態を持つ。1日1万人弱の利用客を持つ路線（コクティエ線Ligne des Coquetiers）を2003年12月14日に一旦廃線とし、30ヶ月の工事期間を経てトラムとして路線や駅舎を新装させたものである。RER-E線のボンディ駅とRER-B線で空港に近いオルネ＝スー＝ボワ駅を結ぶ。2006年11月18日より運行開始された。2019年12月14日にモンフェルメイユへの支線が開業した。

### T8
8号線（T8）はメトロ13号線シャティヨン・モンルージュChâtillon - Montrougeおよび近郊線（サン・ラザール駅発着）のヴィロフネー右岸駅Viroflay - Rive Droiteを結ぶ。2007年に着工し、2010年に運用が開始される予定である。

#### トラミー
トラミーTram'y（トラムはそこへ、の意）は、T8の当初の計画名である。メトロ13号線サンドニ・ポルト・ド・パリSaint-Denis (Porte de Paris) からエピネー＝シュル＝セーヌ（オルジュモン地区）Épinay-sur-Seine (Quartier d'Orgemont) そしてヴィルタヌーズVilletaneuse （新設予定のタンジャンティエール・ノールTangentielle Nord駅）からそれぞれRER-E線エヴァンジルÉvangile駅を目指すフォーク状の路線が計画された。この計画は2012年度オリンピックをパリに誘致しようとした際に提示された。

### T11 エクスプレス
パリで最初のエクスプレストラム路線。長期間閉鎖されていたグランド・サンチュールを再利用しているため、駅の数は少ない。T11はパリで一番新しいトラムであり、3つのエクスプレストラムの最初のものである。かつてのグランド・サンチュールをカバーし、最終的にはパリ周辺で2番目の環状鉄道サービスを提供する。このサービスは長く欠けていたものである。
2017年にエピネー＝シュル＝セーヌ駅からル・ブルジェ駅までの区間が開通した。この区間は、最終的に予定されているサルトルーヴィル駅からノワジー＝ル＝セック駅までの中間部分にあたる。

### TVM
トラン・ヴァル・ド・マルヌ（テー・ヴェー・エム）（Trans-val-de-Marne, TVM）は、運行形態としてはトラムに準じて扱われているが、実際はバスである。しかしながらほぼ全線に専用道路（軌道）が敷かれ、専用の運行管理システムを持ち高速運転されている。
パリ首都圏の食料品を一手に抱える世界最大級のランジス国際卸売市場と、RER-A線サンモール・クレテイユ Saint Maur-Creteil駅を結ぶ。2006年秋より24時間営業で運転されている（6時から0時まではTVM、0時から6時まではノクティリアンN71（Noctilien N71））。
延伸企画として、西部は既にクロワ・ド・ベルニーCroix de Berny（RER-B線アントニーAntony駅、この駅はオルリー空港へのモノレールの始点でもある）への工事が始まっており、2007年営業開始予定である。
東部はRER-E線ブルロー・シャンピニーBoullereaux Champigny駅、そしてRER-A線ノワジー＝ル＝グラン・モン デスト駅Noisy-le-Grand Mont d'Estへ延伸し、2011年に営業開始予定である。